# Lengenberg
Der Lengenberg bei Lutter im Landkreis Eichsfeld ist ein am Lichtenbühl 461,6 m ü. NHN hoher Bergrücken im Obereichsfeld im Naturpark Eichsfeld-Hainich-Werratal, Thüringen.

## Lage
Der Lengenberg ist ein in Nord-Süd-Richtung verlaufender Ausläufer der Obereichsfelder Muschelkalkplatte im westlichen Teil des Landkreises Eichsfeld, ungefähr 4 Kilometer südwestlich von Heilbad Heiligenstadt. Er wird eingegrenzt von der Leine im Norden und deren linksseitigen Zuflüssen Lutter im Osten und  dem Griesbach im Westen. Unmittelbar östlich grenzen die Orte Lutter und Fürstenhagen an den Lengenberg, etwas westlich liegen Lenterode und Wüstheuterode. 

## Natur
Der komplett bewaldete Bergrücken erstreckt sich von der Nordflanke seines nördlichen Bergsporns, dem Lichtenbühl (ca. 461,6 m), etwa 2 km nach Südsüdwesten, erreicht bei Fürstenhagen eine Höhe von etwa 485 m und geht dort fließend in das Plateau des Oberen Eichsfeldes  mit dem Eichstruther Kopf (503,0 m) südwestlich von Fürstenhagen über. Nordwestlich vorgelagert ist dem (Großen) Lichtenbühl der Kleine Lichtenbühl (375,6 m), der bereits im Buntsandstein steht und an den sich das Untere Eichsfeld unmittelbar anschließt.
Im Waldgebiet mit überwiegend Buchenbeständen befindet sich am Westhang das 26 ha große NSG Lengenberg (Erstausweisung 1961) mit einem der größten Eibenbestände Mitteleuropas. An seinem südlichen Waldrand befindet sich das Besucherzentrum des Naturparkes Eichsfeld-Hainich-Werratal in Fürstenhagen. Von hier führt der Naturlehrpfad Eibenwald vorbei am Forsthaus Lengenberg durch den Lengenberg.